# Nick Bruce
Nick Bruce (né le 16 mai 1992) est un coureur cycliste américain,. Spécialiste du BMX freestyle, il a notamment obtenu deux médailles de bronze aux championnats du monde en « Park » en 2019 et 2023.

## Palmarès en BMX freestyle

### Championnats du monde
- Chengdu 2019
  -  Médaillé de bronze du BMX freestyle Park
- Glasgow 2023
  -  Médaillé de bronze du BMX freestyle Park

### Coupe du monde
- Coupe du monde de BMX freestyle Park
  - 2016 : 3e du classement général
  - 2018 : 3e du classement général
  - 2024 : 3e du classement général